# Virginia Raffaele
Pour les articles homonymes, voir Raffaele.
Virginia Raffaele, née le 27 septembre 1980 à Rome (Latium), est une actrice, comédienne, imitatrice, présentatrice de radio et de télévision italienne.

## Biographie
Née à Rome, fille de deux artistes de cirque d'origine tsiganes,, Raffaele étudie la danse classique et moderne à l'Accademia nazionale di danza et obtient en 1999 le diplôme de l'Accademia Teatro Integrato dirigée par Pino Ferrara.
Raffaele a commencé sa carrière sur scène, travaillant souvent comme acolyte du duo comique Lillo & Greg,. Après ses débuts à la télévision comme correspondante dans l'émission de Rai 2 Quelli che... il Calcio, elle s'est fait connaître pour ses imitations et ses parodies dans l'émission de Italia 1 Mai dire Grande Fratello Show. Elle apparaît ensuite dans plusieurs autres émissions, dont Victor Victoria, Striscia la notizia, deux épisodes de Le invasioni barbariche et Amici. Elle est également apparue en tant qu'actrice dans plusieurs films et séries télévisées.
Après avoir été invité à la 65e édition du Festival de musique de Sanremo, Raffaele a été choisi pour coanimer les 66e et 69e éditions,.

## Filmographie

### Actrice de cinéma
- 2004 : Ladri di barzellette (it) de Bruno Colella (it) et Leonardo Giuliano (it)
- 2005 : Romanzo criminale de Michele Placido
- 2007 : Lillo e Greg - The movie! (it) de Luca Rea (it)
- 2011 : Faccio un salto all'Avana de Dario Baldi (it)
- 2011 : Cara, ti amo... (it) de Gian Paolo Vallati
- 2012 : Com'è bello far l'amore de Fausto Brizzi
- 2013 : L'ultima ruota del carro (it) de Giovanni Veronesi
- 2014 : Una donna per amica de Giovanni Veronesi
- 2023 : Tre di troppo (it) de Fabio De Luigi
- 2023 : Denti da squalo (it) de Davide Gentile

## Théâtre
- Quattro cuori e un bungalow (2001)
- Plautus (2002)
- Le nuvole, de Vincenzo Zingaro (2002)
- Sottobanco (2002)
- Zorro e la foresta incantata, de Roberto Gandini (2003)
- L'amore di Don Perlimplino con Belisa nel giardino, de Pino Ferrara (2003)
- The Blues Brothers: il plagio, regia di Monica Zullo (2005)
- La baita degli spettri (2006)
- Iressa (2007)
- Far West Story (2009)
- Finestra condonata su cortile abusivo (2009)
- 15 marzo 44 a.C. (2009)
- Intrappolati nella commedia, de Mauro Mandolini (2010)
- Doppia Coppia, de Paola Tiziana Cruciani (2013-2014)
- Performance (2015-2017)
- Samusá, de Federico Tiezzi (2020-2024)

## Émissions télévisées
- Tisana Bum Bum (Rai 2, 2004)
- Bla Bla Bla (Rai 2, 2005)
- Domenica in (Rai 1, 2008)
- Mai Dire Grande Fratello Show (Italia 1, 2009)
- Victor Victoria - Niente è come sembra (LA7, 2009-2010)
- Quelli che il calcio (Rai 2, 2010-2013)
- Fratelli e sorelle d'Italia (LA7, 2011)
- Concerto del Primo Maggio (Rai 3, 2012)
- MTV Awards (MTV, 2013)
- Striscia la notizia (Canale 5, 2013)
- Giass (Canale 5, 2014)
- Amici di Maria De Filippi (Canale 5, 2015-2016)
- Festival di Sanremo (Rai 1, 2016, 2019)
- Stasera casa Mika (Rai 2, 2016)
- Facciamo che io ero (Rai 2, 2017)
- Danza con me (Rai 1, 2018)
- LOL - Chi ride è fuori (Prime Video, 2022) – concours
- Amazing - Fabio De Luigi (Prime Video, 2023)
- Colpo di luna (Rai 1, 2024)

## Personnages

### Imitations
- Marina Abramović[4]
- Barbara Alberti
- Goga Ashkenazi[5]
- Malika Ayane[6]
- Bianca Berlinguer
- Michaela Biancofiore[7]
- Maria Elena Boschi[8]
- Eleonora Brigliadori[9]
- Roberta Bruzzone[10]
- Cristina Del Basso
- Sabrina Ferilli
- Giusy Ferreri (solo)[11]
- Carla Fracci[12]
- Carla Gozzi[13]
- Alice Kessler
- Fiorella Mannoia
- Pippa Middleton[14]
- Sandra Milo
- Nicole Minetti[15]
- Michela Murgia
- Anna Oxa[16]
- Francesca Pascale[17]
- Federica Pellegrini[18]
- Renata Polverini[19]
- Patty Pravo
- Jessica Rabbit[20]
- Belén Rodríguez[21]
- Federica Rosatelli
- Melania Trump
- Ornella Vanoni[22]
- Beatrice Venezi
- Donatella Versace[23]

### Personnages inventés
- Carola Ansaldi
- La portinaia di Via Olgettina[24]
- Vanessa[25]
- La sessuologa Olinda Farnesini[26]
- Sharon Cenciarelli[27]
- Annamaria Chiacchiera[28]
- La poetessa Paula Gilberto Do Mar[29]
- Giorgiamaura
- Frau Kruger[30]
- date Von Duta[31]
- Signora Cassani
- Zizzania
- Saveria Foschi Volante
- Gregoria Barbiero Bonanni
- La signorina buonasera Donata Stirpe